# Doroteo Arango, Sinaloa
Doroteo Arango är en ort i Mexiko.   Den ligger i kommunen Culiacán och delstaten Sinaloa, i den västra delen av landet, 1 000 km nordväst om huvudstaden Mexico City. Doroteo Arango ligger 57 meter över havet och antalet invånare är 138.
Terrängen runt Doroteo Arango är platt. Runt Doroteo Arango är det ganska tätbefolkat, med 155 invånare per kvadratkilometer. Närmaste större samhälle är Villa de Costa Rica, 10,2 km väster om Doroteo Arango. Omgivningarna runt Doroteo Arango är en mosaik av jordbruksmark och naturlig växtlighet.